# 國防部保密局臺北橋看守所

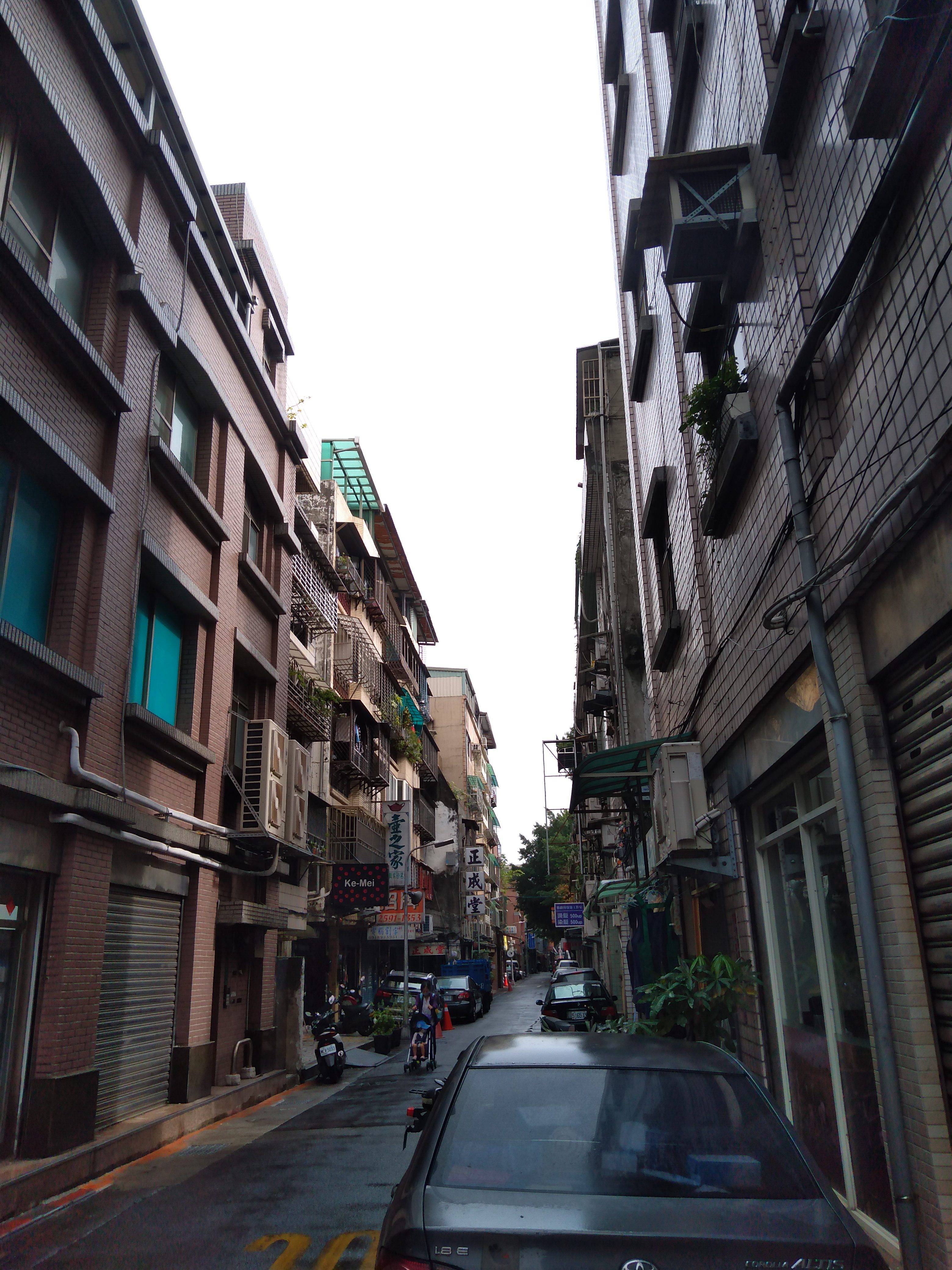
國防部保密局北所現址，已改建成住商混合店屋

原國防部保密局臺北橋看守所，慣用名稱為「北所」，亦被稱高砂鐵工廠、北洋大學，位於今臺北市大同區伊寧街46號，約從1950年開始成為國防部保密局看守所的總所。1956年左右，因房屋老舊，總所再次遷回南所。房舍主要建物於1970年代陸續改建成住商混合店屋，現址已無遺構。

## 歷史
1931年，蔣介石命令組織特務機構「復興社」，隔年3月，復興社正式成立，並設立「特務處」，由戴笠擔任處長。1932年9月，國民政府成立「軍事委員會調查統計局」，特務處改制為調查統計局第二處。1938年8月，第一處擴編為中統，第二處奉命擴組為軍事委員會調查統計局，簡稱為軍統局。1946年，軍委會改制為國防部，軍統局隨之改組為保密局。1949年中華民國政府遷臺，軍統主要機構也隨之撤至臺灣。9月，國防部保密局於臺北市士林鎮芝山岩設立局本部，持續執行國內保防及情報搜集的功能，並主導調查、偵訊諸多重大政治案件。1955年，國家安全局正式成立，各情治機構重新分工，國防部保密局改組為國防部情報局，保防偵查相關業務移撥司法行政部調查局。
保密局臺北橋看守所房舍的前身，是日治時期鹿港辜家擁有的株式會社高砂鐵工所。1917年（大正6年），鹿港辜家在臺北市太平町成立「高砂鑄造株式會社」，社長由辜顯榮擔任。1937年（昭和12年）辜顏碧霞管理該社業務，至1941年（昭和16年）改名為「株式會社高砂鐵工所」。1950年，辜顏碧霞被控因金錢援助及掩護親共文學家呂赫若，而以「資助匪諜」的罪名遭到羈押，1951年1月判刑且沒收財產。保密局自1949年遷臺後，即是偵辦政治案件的主力單位之一，初期人犯被羈押於保密局臺北看守所（慣稱南所）進行偵訊。後來人犯日漸增加，於是先擴建位於武昌街的「國防部保密局看守所武昌街分所」，之後再利用高砂鐵工廠改造為政治犯審訊拘禁的空間，政治犯慣稱此為北所。基於臺北橋看守所可收容人數較多，約從1950年5月開始，將該處設為保密局看守所的總所，原有南所改制為分所，並裁撤武昌街分所。約1955、56年，因為該址房屋老舊，被判斷不宜再修復，因此看守所總所再次遷回南所。臺北橋看守所約位在今臺北市伊寧街46號，高砂鐵工所的廠房範圍約於延平北路三段以東、伊寧街以南、稻江商職以西、延平北路三段17巷以北。1956年開始，高砂鐵工所原址範圍內開始有私人土地交易紀錄。房舍主要建物於1970年代陸續改建成住商混合店屋，現址已無遺構。

## 建築空間
臺北橋看守所內以木柵欄隔成兩排押房，押房之間再以木板相隔，並鋪木材地板，距離地面約30公分高。計有20間押房，其中有2間是專門關押女性犯者。每間押房長8公尺、寬3公尺，約10坪大小，約關押23-24名人犯之間，最裡面有馬桶供人犯使用，房內終日無陽光又潮濕。一天僅用兩餐，早上吃稀飯配花生，下午吃米飯配鹹菜、冬瓜湯。北所空間雖較南所寬敞，用水也較為便利，然因房內無陽光且潮濕，以及營養不良，導致人犯常有水腫狀況發生。如1950年6月，由於炎熱且擁擠，疾病橫行，人犯張煥臻更因罹患痢疾而死亡。另外，北所的審訊手段亦如南所殘酷，曾有受難者提及，該處是一個「有進無出的地方」，甚至有些人會被秘密處理，晚上有女性的慘叫聲、小孩的哭鬧聲，入夜時還有刑囚的慘叫聲、哀叫聲，整晚睡不著。

## 外部連結
- 不義遺址資料庫—保密局北所 （页面存档备份，存于）
- 臺北市人權歷史場址—保密局北所 （页面存档备份，存于）
- 國家文化記憶庫—保密局北所（高砂鐵工廠） （页面存档备份，存于） （页面存档备份，存于）